# Ningú no vol la nit
Ningú no vol la nit (títol original en anglès: Nobody Wants the Night) és una pel·lícula de 2015 dirigida per Isabel Coixet. Va ser seleccionada per obrir la 65 edició del Festival Internacional de Cinema de Berlín. La pel·lícula transcorre el 1908 a Groenlàndia i és una coproducció internacional entre Espanya, França i Bulgària.

## Argument
La història té lloc a Groenlàndia el 1908. Josephine Diebitsch Peary (personatge històric), valent i segura, s'embarca en un perillós viatge a la recerca del seu marit, l'explorador àrtic Robert Peary, que busca una ruta fins al pol Nord.

## Repartiment
- Rinko Kikuchi: Allaka
- Juliette Binoche: Josephine Peary
- Gabriel Byrne: Bram Trevor
- Matt Salinger: Capità Spalding
- Velizar Binev: Fiódor
- Ciro Miró: Cyrus

## Reconeixements
Als XXX Premis Goya va ser nominada com a millor pel·lícula, millor direcció (Isabel Coixet), millor actriu protagonista (Juliette Binoche), millor fotografia (Jean Claude Larrieu) i millor direcció artística (Alain Bainée). Va guanyar el premi a la millor producció (Andrés Santana i Marta Miró), millor disseny de vestuari (Clara Bilbao), millor maquillatge i perruqueria (Pablo Perona, Paco Rodríguez H. i Sylvie Imbert) i millor música original (Lucas Vidal).
Als Premis Platino de 2016 va ser nominada a la millor música original (Lucas Vidal)